# Polymixis polymita
Polymixis polymita is een nachtvlinder uit de familie van de uilen (Noctuidae).
De soort komt verspreid over een groot deel van Europa voor, maar bijvoorbeeld niet in de Benelux, op de Britse Eilanden en op het Iberisch schiereiland. De habitat bestaat uit loofbos en gemengd bos met veel kruiden.
De soort gebruikt sleutelbloemen (Primula), dovenetels (Lamium) en Chaerophyllum, maar ook andere lage kruidachtige planten als waardplanten. De spanwijdte bedraagt 39-46 mm. De soort kent één jaarlijkse generatie die vliegt van augustus tot in oktober.